# 冈图勒嘎·阿勒坦巴嘎那
冈图勒嘎·阿勒坦巴嘎那（1995年6月21日—），蒙古男子柔道运动员，2018年亚洲运动会男子90公斤级银牌得主、2022年亚洲柔道锦标赛男子90公斤级铜牌得主、2022年亚洲运动会混合团体铜牌得主。